# Chess.com
Chess.com é um website de xadrez online. Além de ser uma plataforma para jogadores de xadrez, o site também tem um fórum de discussão. A plataforma funciona em um modelo freemium, com funcionalidades básicas sendo gratuitas, enquanto funções de análises profundas são pagas. É possível jogar xadrez com diferentes regras de tempo, incluindo as variantes de xadrez rápido e xadrez blitz.

## História
O site chess.com foi criado em 1995 por outra empresa, chamada de Aficionado, para vender um software que ensinava xadrez. O site atual seria lançado em 2007.
Em 2020 e 2021, o site promoveu, junto com a plataforma de streaming Twitch, o evento Pogchamps, onde os streamers mais famosos do site competiam entre si.